# Вежа Алмас
Вежа Алмас (араб. برج الماس) — хмарочос в Дубаях, Об'єднані Арабські Емірати. Висота 74-поверхового будинку становить 360 метрів. Будівництво було розпочато в 2005 і завершено в 2009 році . Назва хмарочосу походить від слова Алма, що арабською означає Алмаз. 
В будинку розташована Дубайська алмазна біржа, а також офіси компаній, які надають широкий спектр послуг пов'язаних з дорогоцінними каменями.